# Krekova ulica (Maribor)

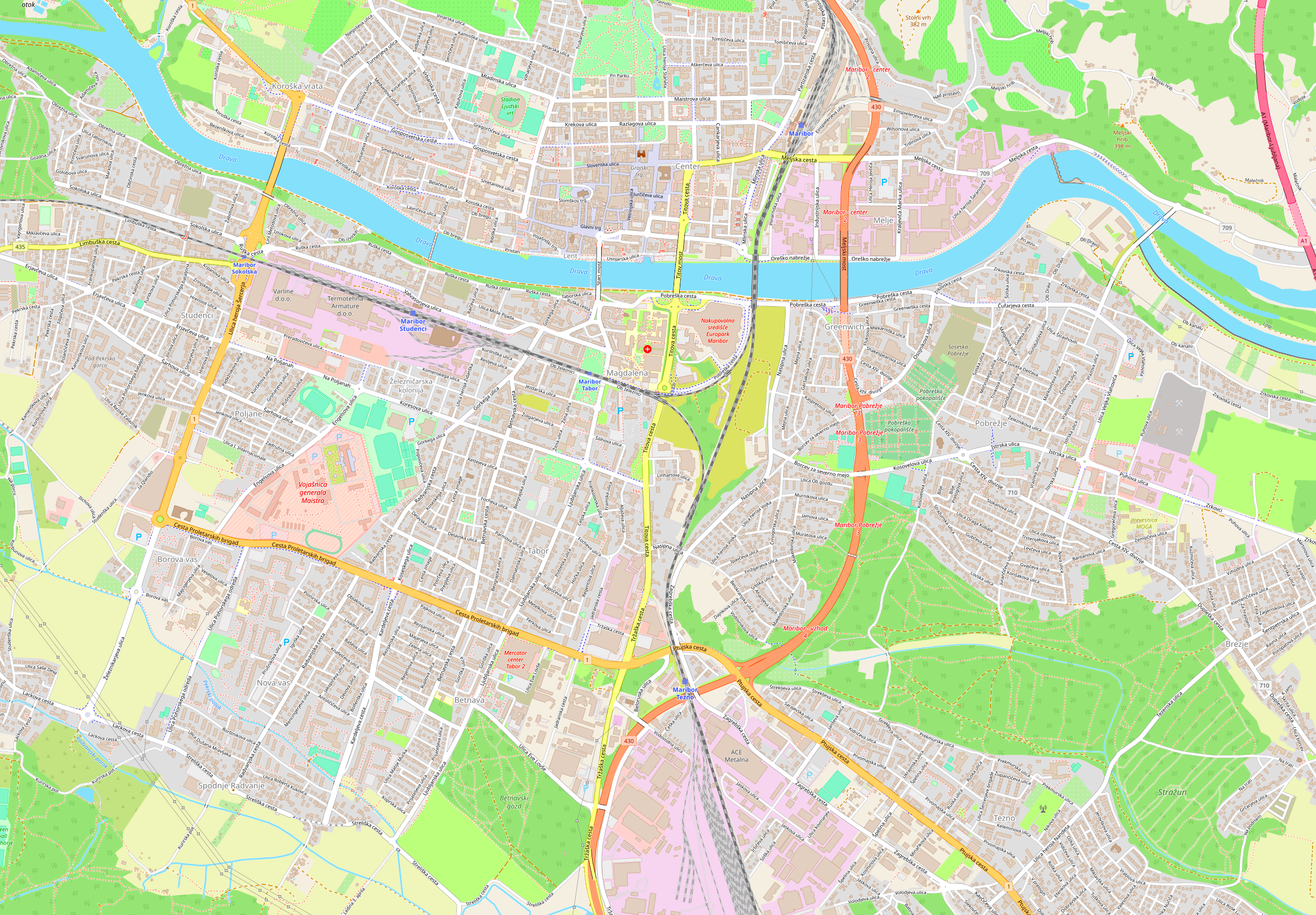

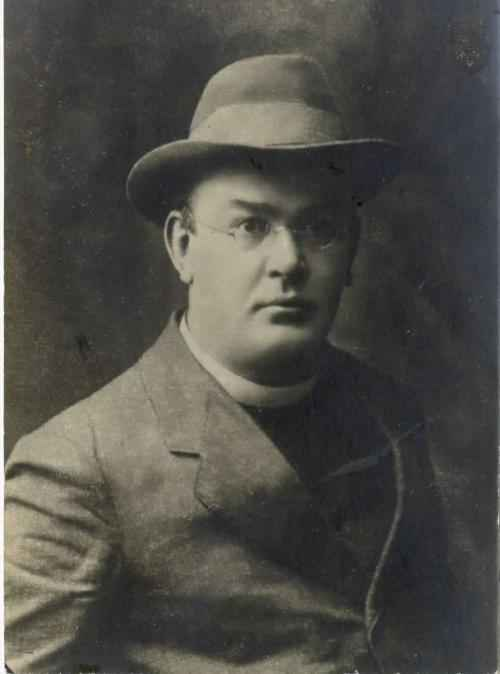
Janez Evangelist Krek

Krekova ulica (Krek-Gasse) ist der Name einer Straße im Bezirk Center der Stadtgemeinde Maribor, Slowenien. Sie ist benannt nach dem slowenischen Priester, Schriftsteller, Journalisten und Politiker Janez Evangelist Krek (1865 bis 1917).

## Geschichte
Die Straße wurde in der zweiten Hälfte des 19. Jahrhunderts als Kaiser-Straße neu angelegt.
1919 und nach 1945 erhielt die Straße ihren heutigen Namen. In der Zeit der deutschen Besatzung von 1941 bis 1945 wurde sie Emil-Gugel-Straße genannt.

## Lage
Die Straße beginnt am westlichen Ende der Razlagova ulica – Kreuzung Ulica heroja Tomšiča/Trg generala Maistra – und verläuft, parallel zur südlich gelegenen Gregorčičeva ulica, nach Westen bis zur Strossmeyerjeva ulica.

## Abzweigende Straßen
Die Straße berührt folgende Straßen und Orte (von Osten nach Westen): Tyrševa ulica, Trubarjeva ulica.